# Río Olimar
El Olimar es un río cuyo curso se ubica dentro del departamento de Treinta y Tres, Uruguay. Tiene sus nacientes en las inmediaciones de la ciudad de Santa Clara, en la Cuchilla Grande al oeste del departamento y recorre el territorio hacia este, recibiendo las aguas del río Olimar Chico y de los arroyos Yerbal y Corrales para, finalmente, desembocar en el río Cebollatí, de quien es el principal afluente. La extensión de su cuenca es de 5.320 km².
La ciudad de Treinta y Tres, capital del departamento, aparece casi rodeada por el Río Olimar y su afluente, el arroyo Yerbal Grande. Las dos márgenes del río están cubiertas de espeso monte nativo. En este sitio se encuentran tres puentes sobre el río. El más antiguo es un puente de hierro y madera y que ahora ha sido reconstruido en hormigón (en este se permite el tránsito de vehículos pequeños y livianos además de personas a pie, siendo que el primer puente solo permitían personas en bicicleta y caminando; el segundo es el puente del ferrocarril y el último, el puente nuevo construido de hormigón armado (es el que se utiliza para el tránsito, como los vehículos pesado, livianos, etc.). Estos tres puentes están separados por pocos metros de distancia entre sí, creando una hermosa vista.
También se desarrollan actividades deportivas en su curso, como competencias de remo y pruebas de canotaje.
Además de estas características geográficas, el río Olimar tiene un importante significado histórico y artístico para la región y el país. Se lo refiere entre los uruguayos como "el río que más canta", debido a que su entorno ha sido inspiración de diversos artistas locales, principalmente músicos y poetas. Anualmente, en sus márgenes situadas sobre la ciudad de Treinta y Tres se realiza el Festival a orillas del Olimar Maestro Ruben Lena de música folclórica, al que concurren personas de todo el país e, incluso, de países vecinos.

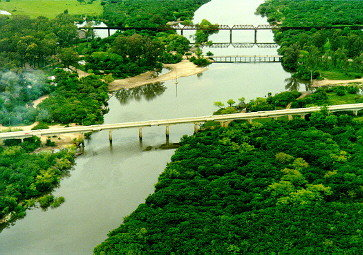
Foto aérea del Parque del Río Olimar con sus famosos tres puentes.

## Afluentes
- Río Olimar Chico
- Arroyo de los Membrillos
- Arroyo de los Ceibos
- arroyo Las Piedras
- Arroyo de la Lana
- Arroyo Yerbal Grande
  - Arroyo Yerbal Chico
  - Yerbalito
- Arroyo del Oro
- Arroyo de los Porongos
- Arroyito de la isla de Ternera
- Arroyo Lagarto
- arroyo Avestruz Grande
- arroyo Rosario
- arroyo del Carmen
- arroyo de los Pavos